# Топовка (река)
Топовка — река в России, протекает по Саратовской области. Устье реки находится в 107 км по левому берегу реки Карамыш. Длина реки составляет 16 км, площадь водосборного бассейна 94,9 км².

## Данные водного реестра
По данным государственного водного реестра России относится к Донскому бассейновому округу, водохозяйственный участок реки — Медведица от истока до впадения реки Терса, речной подбассейн реки — Дон между впадением Хопра и Северского Донца. Речной бассейн реки — Дон (российская часть бассейна).
Код объекта в государственном водном реестре — 05010300112107000008429.